# Gaelic Storm
Gaelic Storm er et amerikansk keltisk band fra 1996 i Santa Monica, Californien. Gruppen laver både coverversioner af traditionelle irske sange, skotske sange og egne kompositioner i genrene keltisk og keltisk rock.
Deres seneste album, kaldet Go Climb a Tree, udkom 28. juli 2017.

## Historie
Gruppen blev dannet af da Patrick Murphy og Steve Wehmeyer sluttede sig sammen med Steve Twigger og Brian Walsh på O'Brien's Irish Pub and Restaurant i Santa Monica. Dette førte til et antal optrædener på pubber det følgende år.
I 1997 medvirkede gruppen i den ekstremt succesfulde film Titanic, hvor de spillede til "Den irske fest på tredje klasse". Denne optræden fik deres popularitet til at eksplodere og de startede med at turnere i både USA, Canada, Storbritannien, Frankrig og Japan.
Siden da har bandet udgivet 8 albums inklusiv opsamlingsalbummet Special Reserve.
I januar 2006 udgav bandet sin første DVD kaldet "Gaelic Storm: Live In Chicago", som blev optaget på House of Blues i Chicago.
Gruppen har indspillet en udgave af sangen "Scalliwag" fra deres album Bring Yer Wellies på Simlish der bliver brugt i udvidelsespakken The Sims 2: Bon Voyage til The Sims 2 fra 2007.
To af bandets sange bliver brugt i EA sports spil.

## Medlemmer
| Nuværende medlemmer - Patrick Murphy (harmonika, Skeer, Bodhrán, mundharmonika, forsanger) - Steve Twigger (Guitar, Bouzouki, Mandolin, forsanger) - Ryan Lacey (Djembe, Doumbek, Surdo, Cajón, Ukulele, vokal, forskellige percussion) - Peter Purvis (Highland Bagpipes, Uillean pipes, DegerPipes, Whistle) - Natalya Kay (Violin, vokal) | Tidligere medlemmer: - Katie Grennan (Violin, vokal) - Kiana Weber (Violin, vokal, Mandolin) - Jessie Burns (Violin, vokal) - Brian Walsh (Uillean pipes) - Samantha Hunt (Violin) - Kathleen Keane (Violin, fløjte, vokal) - Ellery Klein (Violin, vokal) - Shep Lonsdale (Djembe, Doumbek, Surdo og forskellige andre percussion) - Steve Wehmeyer (Bodhrán, Didgeridoo, vokal) - Tom Brown (Bagpipes, Tin Whistle, DegerPipes) - Bob Banerjee (Violin) - Teresa Gowan (Violin) |

## Diskografi
Studiealbum
- 1998 Gaelic Storm
- 1999 Herding Cats
- 2001 Tree
- 2004 How Are We Getting Home?
- 2006 Bring Yer Wellies
- 2008 What's The Rumpus?
- 2010 Cabbage
- 2012 Chicken Boxer[2]
- 2013 The Boathouse
- 2015 Matching Sweaters
- 2017 Go Climb a Tree
- 2021 One For The Road

Opsamlingsalbum
- 2003 Special Reserve
- 2014 Full Irish: The Best of Gaelic Storm 2004 - 2014